# Chiesa di San Nicola di Bari (Favara)
La chiesa di San Nicola di Bari o di Mira è stato un edificio religioso ed ex ospedale di Favara.

## Storia
L'edificio si trova a sud - est della chiesa madre, in un piccolo spazio dell'omonima via del paese, insieme ad alcuni portali settecenteschi e durante il Medioevo veniva detto di san Nicolò. Si tratta di una chiesa già presente nel XIV secolo, e utilizzata come cappella sinecura, come testimoniano alcuni documenti degli anni 1390 - 1391. Secondo la tradizione era dedicata a san Nicola da Tolentino ed è forse ancor più antica della chiesa dell'Itria.
Venne amministrata dal prete Antonio De Bona, che gestiva anche la parrocchia di San Giovanni de Puteo o Santa Caterina e la cappella sinecura di San Lorenzo, che si trovava dentro la chiesa di San Nicolò di Naro. La cappella di San Nicolò di Favara e quella di San Lorenzo di Naro, gli rendeva circa 6 fiorini d'oro l'anno. La struttura presenta all'esterno una semplice facciata barocca con un portale di ingresso a sesto acuto mentre all'interno è suddivisa in un'unica navata rettangolare.
Nel 1584, era annesso alla chiesa un ospedale degli infermi, attivo fino al XVIII secolo.

## Uso ospedaliero
L'ospedale iniziò a nascere all'interno dell'edificio quando nel 1559, lo stato di Favara venne elevato al marchesato. L'ospedale veniva retto così da un procuratore, un vicario, uno o più deputati, uno o più rettori e da un detentore dei libri (bibliotecario). Contribuivano poi i cappellani, il sacrestano ed i medici. Nel 1768 la struttura subì alcuni lavori di ristrutturazione. Negli anni successivi non ci è dato sapere se l'ospedale abbia avuto periodi di inattività, questo per mancanza di documentazione che ne attesti ciò. Per certo si sa che l'ospedale cessò di operare intorno al 1890.

## Leggenda
Anticamente si pensava che nei pressi della chiesa si trovasse un tesoro nascosto, per tale motivo, in passato, qualcuno ha effettuato degli scavi senza però raggiungere alcun risultato.

## Uso attuale
La chiesa oggi risulta sconsacrata e si conserva ben poco dell'impianto originario, a causa dei continui rimaneggiamenti che ne hanno completamente deturpato l'aspetto.